# Nonochamus griseofasciatus
Nonochamus griseofasciatus är en skalbaggsart som först beskrevs av Stefan von Breuning 1935.  Nonochamus griseofasciatus ingår i släktet Nonochamus och familjen långhorningar. Inga underarter finns listade i Catalogue of Life.